# Acer taiwanense
Acer taiwanense é uma espécie de árvore do gênero Acer, pertencente à família Aceraceae.